# Bandiera dell'Angola
La bandiera dell'Angola è composta da due bande orizzontali di colore rosso e nero, con al centro un emblema giallo formato da un machete incrociato a una mezza ruota dentata e sormontato da una stella a cinque punte. Fu adottata l'11 novembre 1975, quando l'Angola ottenne l'indipendenza dal Portogallo al termine della guerra d'indipendenza durata tredici anni. I significati originari dei colori e dei simboli della bandiera facevano dunque riferimento al conflitto e al periodo coloniale, ma sono stati successivamente reinterpretati per rappresentare più ampiamente il popolo e la società angolana.
Il disegno della bandiera è definito nella Costituzione dell'Angola, mentre le norme relative al suo utilizzo sono specificate nella sezione 2.1 del manuale governativo angolano sugli standard grafici e protocollari per i simboli nazionali. Il merito della progettazione della bandiera nazionale viene attribuito a Henrique de Carvalho Santos, che si ispirò alla bandiera del MPLA (Movimento Popolare di Liberazione dell'Angola), il partito al potere fin dall'indipendenza.

## Design e simbolismo
L'Allegato I della Costituzione angolana definisce il disegno della bandiera e attribuisce un significato ai suoi colori e simboli. La bandiera è composta da due bande orizzontali: una superiore rossa e una inferiore nera. Il nero rappresenta l'Africa, mentre il rosso simboleggia il sangue versato dagli angolani durante il periodo coloniale, la guerra d'indipendenza e nella difesa del Paese. Al centro della bandiera è posto un emblema costituito da un machete incrociato a una mezza ruota dentata e sormontato da una stella a cinque punte. Il machete rappresenta i contadini, l'agricoltura e la guerra d'indipendenza; la mezza ruota dentata simboleggia i lavoratori e l'industria; la stella rappresenta la solidarietà internazionale e il progresso. L'emblema è di colore giallo, che simboleggia la ricchezza dell'Angola. Nella versione originaria della Costituzione del 1975, la «difesa del paese» era indicata come «rivoluzione», mentre la «solidarietà internazionale» era definita come «internazionalismo». Lo studioso statunitense di vessillologia Whitney Smith ha osservato che l'emblema della bandiera angolana ricorda la stella, il martello e la falce della bandiera sovietica.

### Costruzione
I parametri per la corretta realizzazione della bandiera sono specificati nella sezione 2.1 del manuale del governo angolano sugli standard grafici e protocollari per i simboli nazionali. La posizione e la dimensione dell'emblema e delle bande devono corrispondere al modello riportato nel manuale; qualsiasi altra disposizione è considerata una distorsione, un'alterazione o una rappresentazione scorretta. Il manuale indica le dimensioni standard per le bandiere fisiche, ma sono ammesse tutte le misure purché sia rispettato il rapporto larghezza-lunghezza di 2:3. Inoltre, il manuale specifica le tonalità precise dei colori della bandiera: rosso Angola, giallo Angola e nero process.

Schema di costruzione della bandiera dell'Angola.[7]

|         | Dimensioni    |
| ------- | ------------- |
| Piccola | 0,51 × 0,80 m |
| Media   | 0,83 × 1,3 m  |
| Grande  | 1,4 × 2,2 m   |

|             | Rosso Angola | Giallo Angola | Nero process |
| ----------- | ------------ | ------------- | ------------ |
| CMYK        | 20/100/90/0  | 0/15/100/0    | 10/10/10/100 |
| Pantone     | 186 C        | 116 C         | Black 6 C    |
| RGB         | 204/9/47     | 255/203/0     | 0/0/0        |
| Esadecimale | #CC092F      | #FFCB00       | #000000      |

## Protocollo
La bandiera dell'Angola è tutelata dalla legge angolana; l'uso improprio o il trattamento scorretto della bandiera costituisce un reato. La sezione 2.1 del manuale del governo angolano sugli standard protocollari per i simboli nazionali stabilisce le regole relative all'esposizione e alla gestione della bandiera.

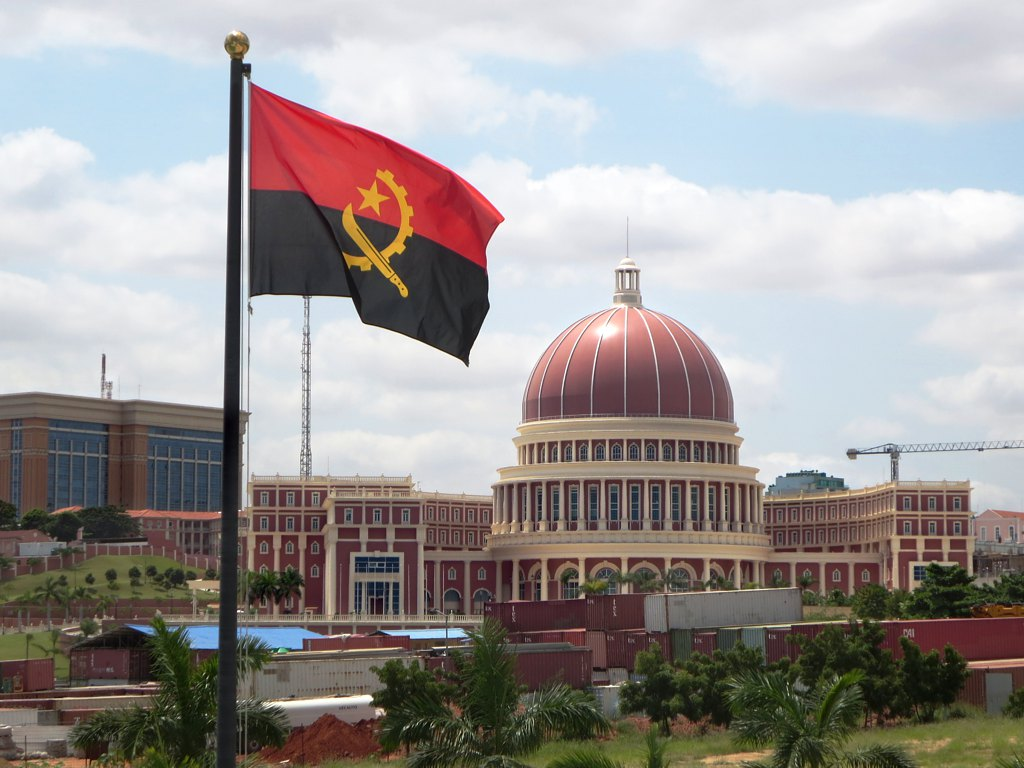
La bandiera angolana che sventola davanti al Palazzo dell’Assemblea Nazionale a Luanda.

Qualsiasi istituzione o individuo può esporre la bandiera purché vengano seguite correttamente le procedure e i protocolli previsti dal manuale. Le istituzioni pubbliche devono esporre la bandiera all'esterno delle rispettive sedi. In generale, la bandiera deve essere issata la domenica, nei giorni festivi e in occasione di cerimonie o ricorrenze ufficiali. Il presidente dell'Angola, l'Assemblea Nazionale e i tribunali possono ordinare che la bandiera sia issata anche in altri giorni. Le istituzioni governative dovrebbero esporre la bandiera quotidianamente all'esterno delle proprie sedi. La bandiera deve rimanere issata dalle 9:00 fino al tramonto e, se esposta di notte, dovrebbe essere illuminata da proiettori, se possibile. Durante i periodi di lutto nazionale, la bandiera nazionale e qualsiasi altra bandiera esposta insieme ad essa devono essere abbassate a mezz'asta. La bandiera deve essere prima issata fino alla sommità dell'asta prima di essere abbassata a mezz'asta; lo stesso procedimento si applica quando viene rimossa dalla posizione a mezz'asta. Sulle aste dotate di traversa, la bandiera deve essere issata sulla sommità dell'asta o, se la sommità non è predisposta per l'uso, sul lato destro.

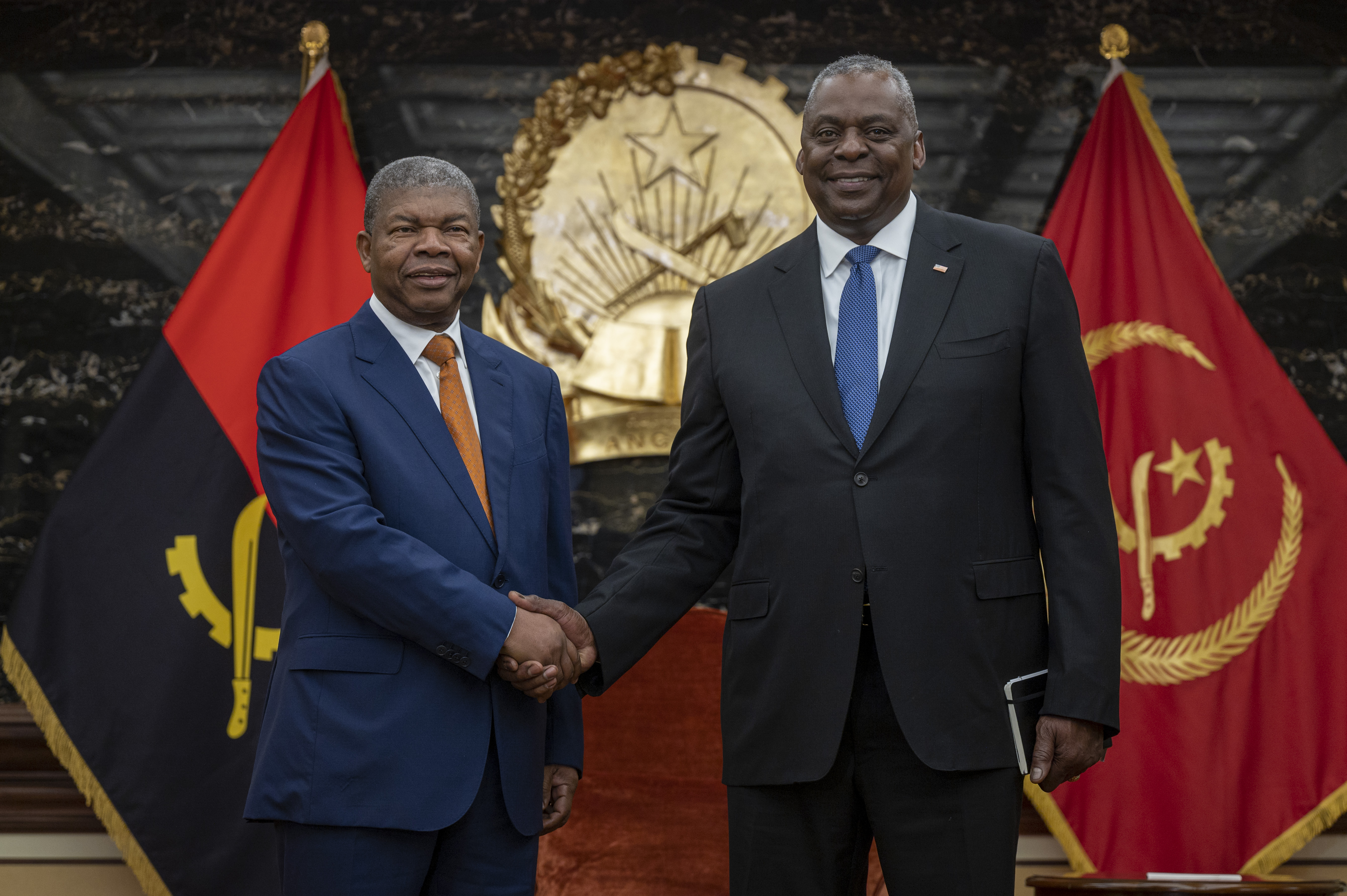
Il presidente angolano João Lourenço stringe la mano al segretario alla Difesa statunitense Lloyd Austin nel palazzo presidenziale angolano nel 2023.

La bandiera nazionale deve essere esposta in posizione più prominente rispetto alle altre bandiere di stato e a quelle straniere. Non deve inoltre essere di dimensioni inferiori rispetto alle bandiere esposte insieme a essa. In presenza di due aste, la bandiera nazionale deve occupare l'asta di sinistra rispetto all'osservatore; con tre aste, deve occupare quella centrale. Se ci sono più di tre aste all'interno di un edificio, la bandiera nazionale va posta su quella centrale in caso di numero dispari, o sulla prima a sinistra del centro in caso di numero pari. Se ci sono più di tre aste all'esterno, la bandiera nazionale occupa la prima asta a sinistra, seguita da tutte le altre a destra. Nel caso vi siano aste di altezze differenti, la bandiera nazionale deve essere issata sull'asta più alta, che dovrà comunque essere posizionata rispettando le altre norme relative all'esposizione della bandiera. Il governo angolano può concedere eccezioni a tali regole se la bandiera nazionale viene esposta da un'organizzazione internazionale o in occasione di incontri internazionali su suolo angolano. In generale, le aste dovrebbero essere «collocate in una posizione d'onore» al suolo, sulle facciate degli edifici o sulla sommità di un edificio.
Nelle rappresentazioni digitali, la leggibilità e il contrasto della bandiera devono essere massimizzati quando essa è visualizzata su uno sfondo a tinta unita o in primo piano su una fotografia. A tal fine, il manuale raccomanda di circondare la bandiera con un bordo di larghezza pari al doppio del diametro della stella presente sulla bandiera.

## Stendardo presidenziale

Stendardo del presidente dell'Angola.

Lo stendardo del presidente dell'Angola è costituito da un campo rosso con al centro lo stesso emblema presente sulla bandiera nazionale, ma con due rami d'ulivo gialli posti al di sotto di esso. Come per la bandiera nazionale, i colori utilizzati sono il rosso Angola e il giallo Angola. Il rapporto tra larghezza e lunghezza è di 2:3.
Lo stendardo presidenziale segnala la presenza del presidente angolano. È sempre esposto nel palazzo presidenziale, che funge da residenza ufficiale del presidente. Viene inoltre esposto sull'auto presidenziale ufficiale in formato ridotto. Lo stendardo presidenziale deve sempre essere esposto accanto alla bandiera nazionale.

## Storia

### Adozione
Durante il periodo coloniale portoghese, in Angola sventolava la bandiera del Portogallo. La guerra d'indipendenza angolana (1961-1974) si concluse con il successo della Rivoluzione dei Garofani in Portogallo, che portò all'insediamento di un consiglio militare favorevole alla decolonizzazione. António da Silva Cardoso fu incaricato di sovrintendere al processo di transizione dell'Angola verso l'indipendenza. A mezzogiorno del 10 novembre 1975, la bandiera portoghese fu ammainata nella capitale Luanda e Cardoso fece ritorno in Portogallo insieme agli ultimi funzionari e soldati coloniali portoghesi. Prima di partire, Cardoso trasferì la sovranità sull'Angola al popolo angolano, anziché a un singolo movimento. Il MPLA (Movimento Popolare di Liberazione dell'Angola), uno dei gruppi che avevano combattuto nella guerra, proclamò l'indipendenza della Repubblica Popolare d'Angola a mezzanotte dell'11 novembre. Durante la cerimonia di proclamazione, venne issata una nuova bandiera nazionale basata su quella del MPLA. Secondo il dirigente MPLA Hermínio Escórcio, il disegno fu realizzato dal compagno Henrique de Carvalho Santos (Henrique Onambwé), mentre la prima bandiera materiale fu cucita da due militanti di nome Joaquina e Cici.
Tuttavia, alcune parti del paese rimasero sotto il controllo di altri movimenti indipendentisti, in particolare l'UNITA (Unione Nazionale per l'Indipendenza Totale dell'Angola), che si oppose al MPLA e proclamò nello stesso giorno la nascita della Repubblica Popolare Democratica d'Angola. Anche nella capitale dell'UNITA, Huambo, la bandiera portoghese fu ammainata, ma al suo posto fu issata la bandiera dell'UNITA, e non quella scelta dal MPLA. L'UNITA continuò a far sventolare la propria bandiera nei territori sotto il suo controllo per tutta la durata della guerra civile angolana (1975-2002).
| Bandiera | Gruppo | Descrizione |
| -------- | ------ | --- |
|          | MPLA   | Una banda orizzontale bicolore composta da una fascia superiore rossa e una inferiore nera, con al centro una stella gialla a cinque punte. Il significato dei colori è lo stesso della bandiera angolana. Lo studioso statunitense di vessillologia Whitney Smith suggerisce che il disegno possa derivare dalla bandiera del Viet Cong, da cui il MPLA adottò strategie e principi. |
|          | UNITA  | Una banda orizzontale tricolore con una fascia centrale bianca tra due fasce rosse. Al centro è presente la sagoma nera di un gallo che canta e, sulla destra, una sagoma rossa di un sole nascente a 16 raggi. Il rosso rappresenta il sangue versato dagli angolani nelle azioni anticoloniali precedenti alla guerra d'indipendenza, mentre il verde rappresenta la speranza e la fede nella vittoria. Il gallo simboleggia «un appello ai popoli d'Africa a prendere coscienza della dominazione straniera sul continente». Il sole nascente rappresenta l'inizio della guerra d'indipendenza e l'unità delle 16 province dell'Angola nel conflitto. |

### Proposta di cambiamento della bandiera nel 2003

Bandiera proposta per l'Angola nel 2003.

La guerra civile angolana si concluse nel 2002 con un cessate il fuoco e il disarmo delle truppe UNITA. La fine del conflitto aprì la prospettiva di adottare nuovi simboli nazionali, dibattuta dai deputati della nuova commissione costituzionale dell'Assemblea Nazionale. Fu indetto un concorso pubblico e la proposta presentata con lo pseudonimo Catica venne selezionata come progetto vincitore. A Catica spettavano una medaglia e 20.000 dollari in kwanza angolani. Tuttavia, la bandiera proposta non fu adottata a causa delle polemiche pubbliche suscitate dal cambiamento. L'agenzia di stampa statale Angola Press riportò le preoccupazioni legate alla possibile perdita del valore simbolico dell'indipendenza della bandiera attuale e alle sue somiglianze con altre bandiere nazionali; d'altro canto, vennero segnalati anche i pareri favorevoli dei deputati di opposizione di UNITA e PLD, che giudicavano il nuovo disegno politicamente neutro.
La bandiera proposta era composta da una striscia orizzontale rossa, bordata sopra e sotto da una sottile striscia bianca e da una larga fascia blu. Al centro figurava un sole giallo formato da tre cerchi concentrici e quindici raggi. Il disegno del sole si ispirava alle antiche pitture rupestri del sito storico di Tchitundu-Hulu, nella provincia di Namibe. Il rapporto tra larghezza e lunghezza era di 2:3. Ana Maria de Oliveira, deputata MPLA responsabile della sottocommissione per i simboli nazionali, spiegò così il significato della bandiera: «Le fasce blu rappresentano la libertà, la giustizia e la solidarietà, mentre quelle bianche simboleggiano la pace, l'unità e l'armonia. La striscia rossa rappresenta il sacrificio, la tenacia e l'eroismo, mentre il sole simboleggia l'identità storica e culturale e le ricchezze dell'Angola».

## Bandeira-Monumento
La Fortezza di São Miguel, che ospita il Museo delle Forze Armate dell'Angola, è sede di una bandiera di 40 chilogrammi chiamata Bandeira-Monumento («Bandiera-Monumento»). Questa bandiera misura 12 metri per 18 ed è la più grande bandiera fisica dell'Angola. In alcune date specifiche, viene issata su un pennone alto 75 metri dal peso di 20 tonnellate, poggiato su una base di cemento armato dal diametro di 1,5 metri. È stata issata per la prima volta il 4 aprile 2013, durante una cerimonia presieduta dall'allora presidente José Eduardo dos Santos. La bandiera e il suo pennone sono in grado di resistere a venti fino a 200 chilometri orari.

### Esplicative
1. ↑  L'elenco completo delle date è il seguente:

  - 4 gennaio – Giornata dei Martiri della Repressione Coloniale di Baixa do Cassange;
  - 4 febbraio – Anniversario dell'inizio della Guerra d'Indipendenza angolana;
  - 8 marzo – Giornata Internazionale della Donna;
  - 4 aprile – Giornata della Pace e della Riconciliazione Nazionale (fine della guerra civile angolana);
  - 1º maggio – Festa Internazionale dei Lavoratori;

  - 25 maggio – Giornata dell'Africa;
  - Prima domenica di luglio;
  - Prima domenica di agosto;
  - 17 settembre – Giornata del Fondatore della Nazione e dell'Eroe Nazionale;
  - Prima domenica di ottobre;
  - 11 novembre – Giornata dell'Indipendenza;
  - 25 dicembre – Natale e Giornata della Famiglia.

### Bibliografiche
1. 1 2 3 4  Constitution of Angola, 2010, Annex I.
2. ↑  Constitution of Angola, 1975, Article 54.
3. 1 2 3  Smith, 2001.
4. ↑  Government of Angola, 2011, pp. 4–6, 17. Section 2.1.
5. 1 2  Government of Angola, 2011, pp. 7–9. Section 2.1.
6. 1 2  Government of Angola, 2011, p. 12.
7. ↑  Government of Angola, 2011, p. 6. Section 2.1.
8. ↑  SchemeColor.com.
9. 1 2 3 4 5 6 7 8 9  Government of Angola, 2011, p. 18. Section 2.1.
10. 1 2 3 4  Government of Angola, 2011, p. 19. Section 2.1.
11. ↑  Government of Angola, 2011, pp. 13–14. Section 2.1.
12. ↑  Government of Angola, 2011, p. 16. Section 2.1.
13. ↑  Government of Angola, 2011, p. 47. Section 2.4.
14. ↑  Government of Angola, 2011, p. 45. Section 2.4.
15. ↑  Government of Angola, 2011, p. 48. Section 2.4.
16. ↑  Klinghoffer, 2019, p. 38.
17. 1 2  Klinghoffer, 2019.
18. ↑  Guimaraes, 2016.
19. ↑  Escórcio, 2020.
20. ↑  Pearce, 2015.
21. ↑  Pearce, 2015, p. 51.
22. ↑  MPLA, 2025.
23. ↑  UNITA, 1985.
24. ↑  Center for Systematic Peace, 2005, p. 3.
25. 1 2  ANGOP, 2003a.
26. 1 2 3 4  ANGOP, 2003b.
27. ↑  Embassy of Angola in Portugal, 2015.